# Maison du Paon
La Maison du Paon (in nederlandese Huis de Pauw), in italiano Casa del pavone, è un edificio in stile barocco sito al numero 35 della Grand Place di Bruxelles, in Belgio, tra la Maison du Heaume et la Maison du Petit Renard et du Chêne a nord della piazza.

## Storia
Dopo la distruzione delle case della Grand Place nell'agosto 1695, in seguito al bombardamento di Bruxelles ad opera delle truppe francesi di Luigi XIV comandate dal maresciallo di Villeroy, nel 1697 la casa fu ricostruita, come attestano i fregi sotto la ghimberga.
La Maison du Paon è stata restaurata nel 1882 dall'architetto Victor Jamaer e ridipinta nel 1984.
Il proprietario attuale, un importante birraio belga, ha restaurato completamento l'interno dell'edificio. La birreria è allocata nel piano terra, nel tramezzo e nel primo piano.

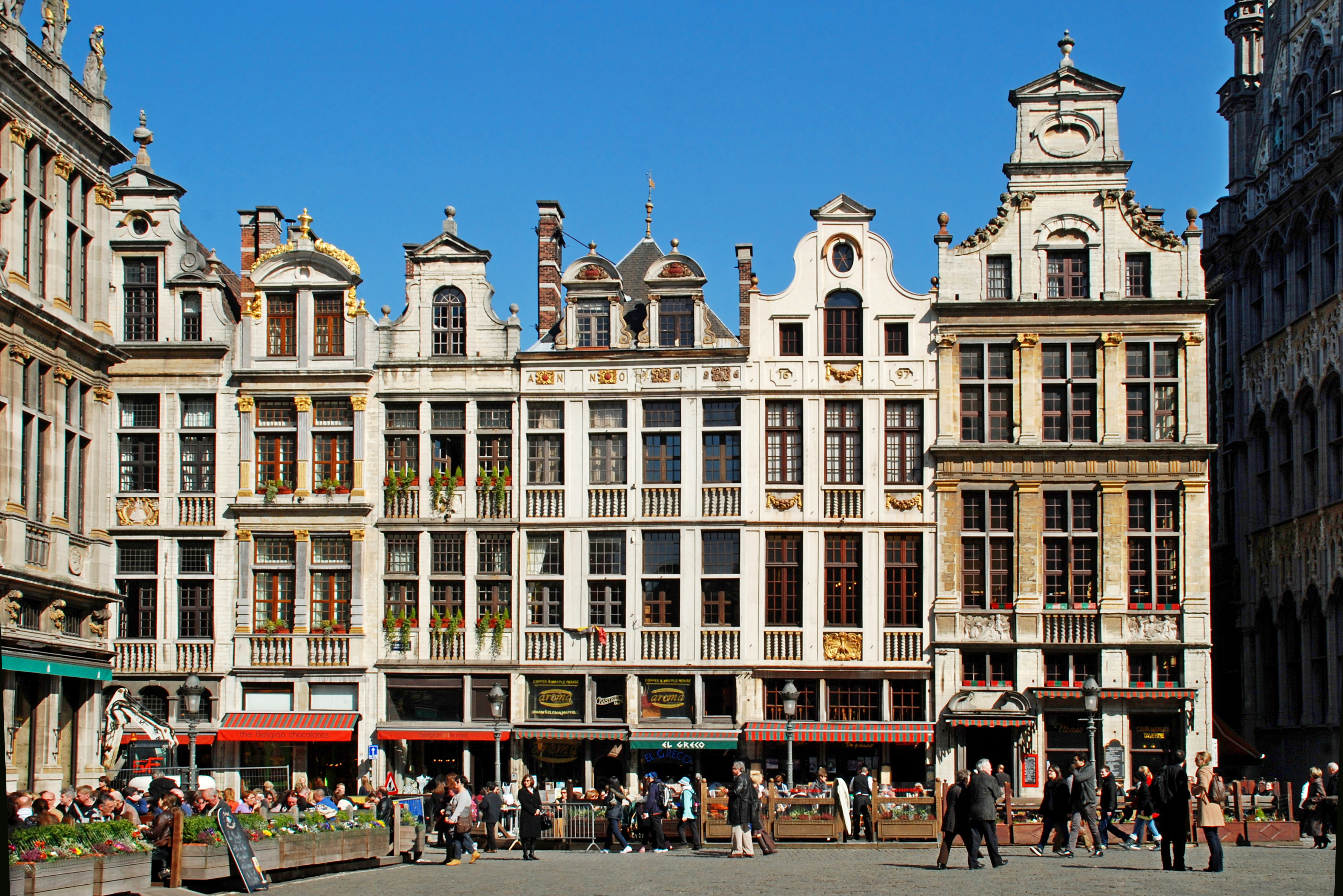
La Maison du Paon e le case vicine, sul lato nord-est della Grand-Place.

## Classificazione
Dal 19 aprile 1977 le facciate e i tetti di tutte le case che contornano la Grand Place sono classificati come monumenti storici attraverso il riferimento globale 2043-0065/0 del patrimonio della Regione di Bruxelles-Capitale.
Il 7 novembre 2002 la classificazione è stata estesa alla totalità degli edifici della piazza, con la referenza 2043-0065/035.

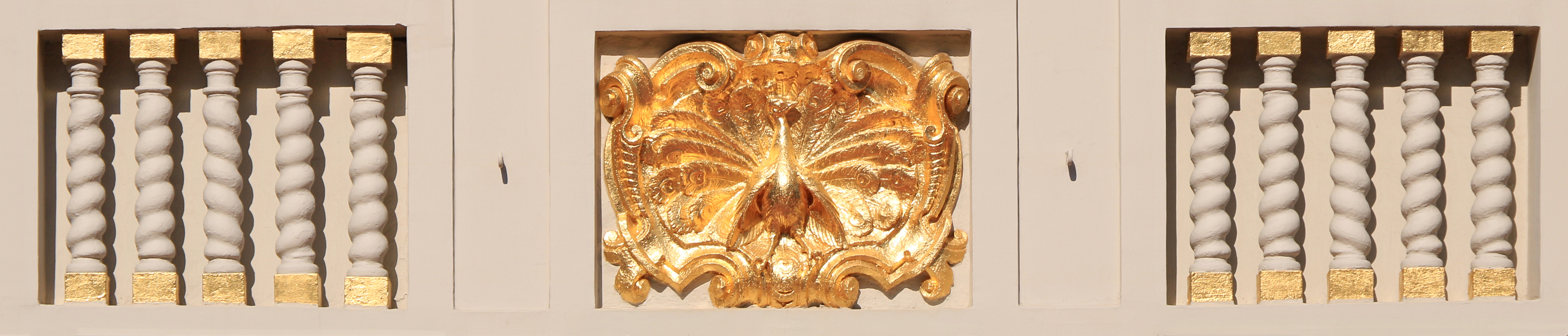
L'insegna del pavone incastonata in mezzo alle balaustre.

## Architettura
La Maison du Paon possiede, insieme all'attigua Maison du Petit Renard e du Chêne, l'unica facciata dipinta di bianco della Grand-Place.
Questa facciata a tre campate, impreziosita da dorature, ha un piano terra, un soppalco, due piani e una ghimberga, separati l'uno dall'altro da cordoni modanati allineati con quelli della Maison du Petit Renard et du Chêne e la Maison de Sainte-Barbe. 
Il primo piano è ornato da grandi bifore, i cui pennacchi sono decorati da un pavone d'oro e da balaustre ritorte impreziosite da dorature. 
Il secondo piano presenta una struttura similare, eccezion fatta per le balaustre ritorte che ornano il pennacchio centrale, mentre i pennacchi laterali sono ornati da ghirlande di frutti dorati.
La facciata è coronata da una ghimberga piuttosto sobria formata da tre campate e tre finestre. La campata centrale comprende una finestra a stipite e traverse che salgono creando un arco a tutto sesto dalla chiave di volta sporgente, inquadrato da un pannello rettangolare che giace sulle traverse, che integra un oeil-de-boeuf ovale sormontato da una lamiera d'oro. I pennacchi delle finestre laterali della ghimberga portano dei cartigli che menzionano l'anno di ricostruzione dell'edificio (1697). 

Questa ghimberga porta due globi dorati alle sue estremità e è sormontata da un piccolo frontone triangolare.

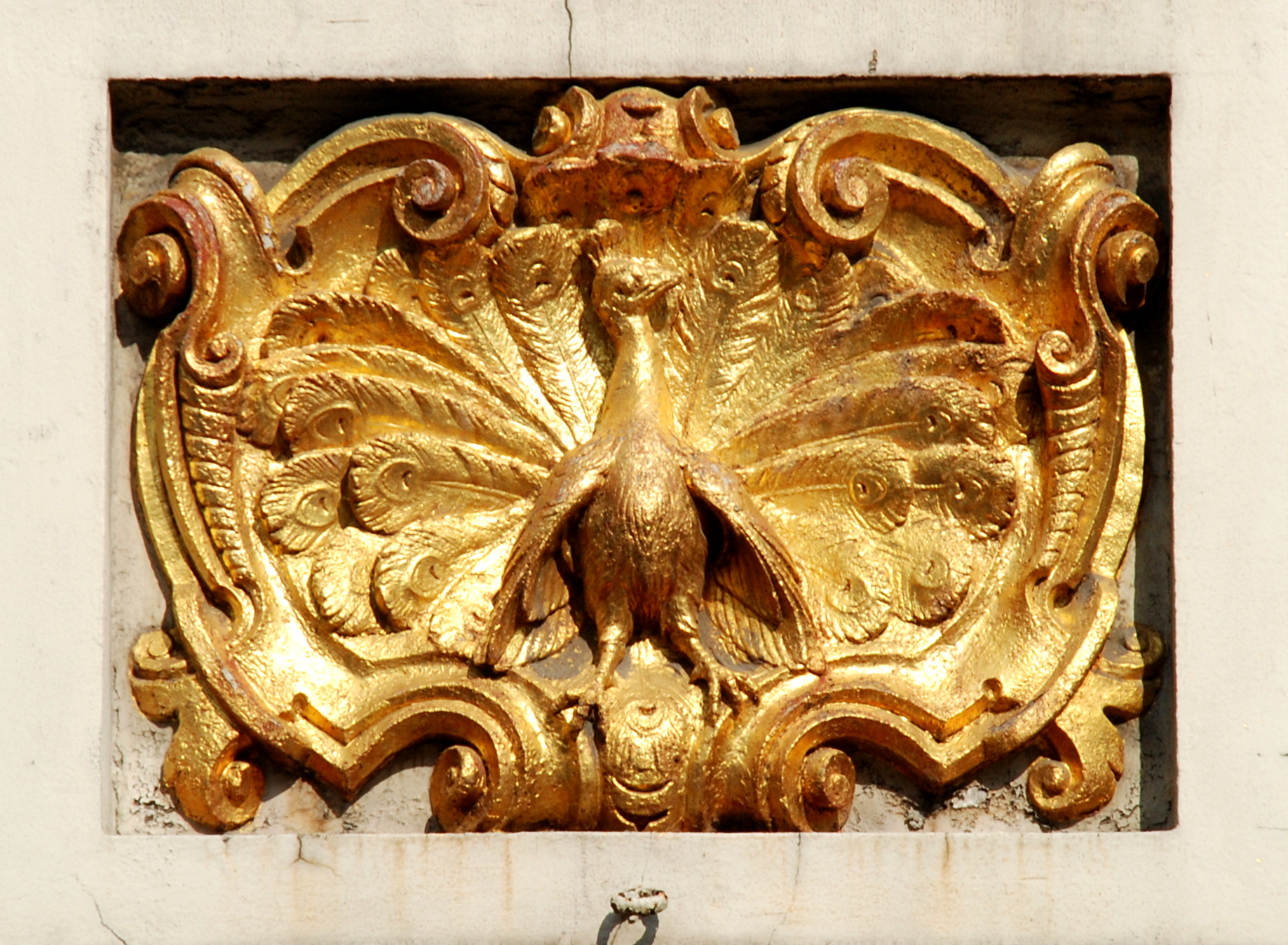
L'insegna del pavone
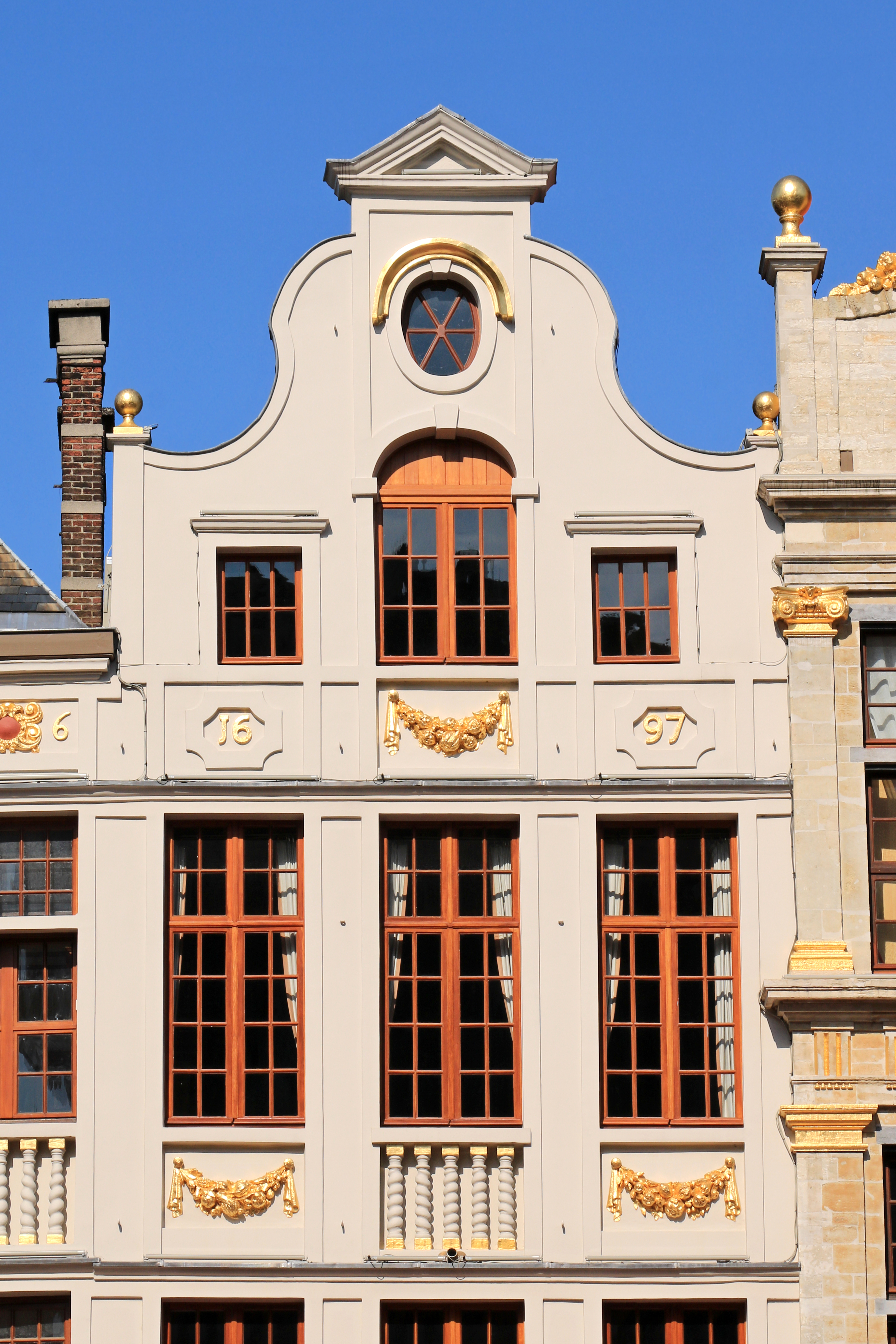
La ghimberga sormontata da un frontone triangolare
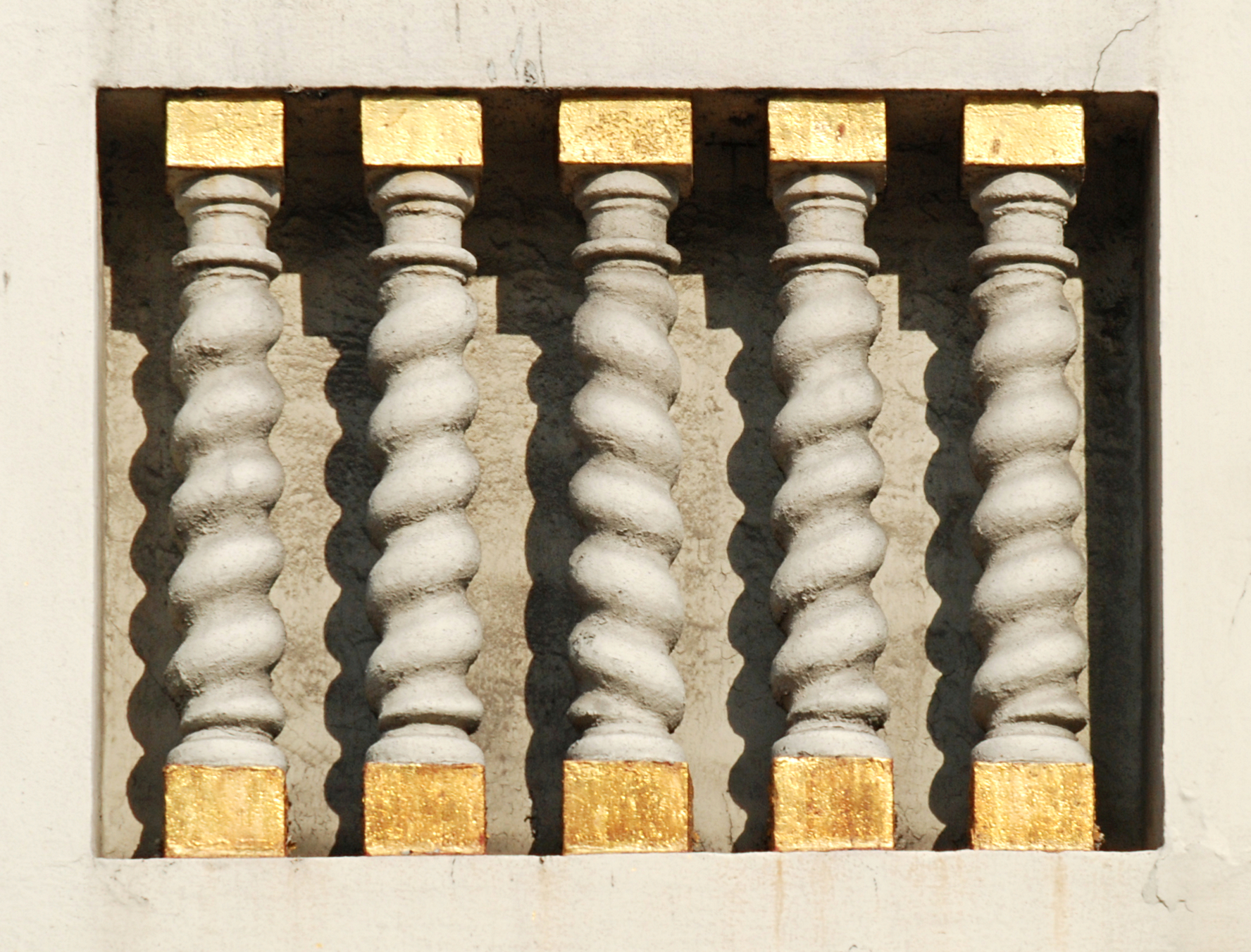
Le balaustre